# Софія Баварська
Софія Баварська (нім. Sophie von Bayern), повне ім'я Софія Фредеріка Доротея Вільгельміна Баварська, нім. Sophie Friederike Dorothea Wilhelmine von Bayern; 27 січня 1805 — 28 травня 1872) — баварська принцеса з династії Віттельсбахів, донька першого короля Баварії Максиміліана Йозефа та баденської принцеси Кароліни, дружина ерцгерцога Австрійського Франца Карла, матір імператорів Австро-Угорщини Франца Йозефа I та Мексики Максиміліана I.

## Життєпис
Софія Фредеріка та її сестра-близнючка Марія Анна народилися 27 січня 1805 року. Вони були доньками короля Баварії Максиміліана I та його другої дружини Кароліни. Перший син цього подружжя народився мертвим, другий — прожив лише три роки. Нарешті, у 1801 народились здорові дівчатка-близнючки Амалія Августа і Єлизавета Людовіка. Згодом до сім'ї додалося ще двоє доньок: Людовіка Вільгельміна та Максиміліана Йозефа.
На відміну від попередньої практики, батьки особисто турбувались про дітей. Вони мали намір виростити їх сучасними, мислячими людьми, які почували б себе вільними, незважаючи на певні правила. І, в першу чергу, хотіли привчити їх до пунктуальності.
Софія виросла дуже привабливою дівчиною із темними очима, рожевою шкірою і стрункою фігурою. Не дарма, згодом, король Людвиг I замовив її портрет для своєї Галереї красунь у Німфенбурзі. Принцеса цікавилася політикою, музикою, наукою та релігією.
Батько дуже сподівався одружити її з другим сином австрійського імператора Франца I, Францем Карлом. Перша зустріч із майбутнім нареченим шокувала Софію. Франц Карл був незграбним і непоказним, розмовляв лише про полювання. Принцеса сподівалась, що батько відмовиться від своєї ідеї та знайде їй більш підходящого чоловіка. Але політичні розрахунки переважили бажання доньки: Франц Карл стояв другим у лінії престолонаслідування австрійського трону. Матір, якій Софія жалілася на долю, просто відповіла: «Чого ви хочете, це рішення було прийняте на Віденському конгресі». Нареченій почали готувати придане. Білизну та сукні замовили найвідомішому в Мюнхені кравцю. Ювелірні прикраси власноруч обирав батько, король Максиміліан, всіма визнаний експерт з дорогоцінного каміння.
4 листопада 1824 року у Відні 19-річна принцеса Софія повінчалася із 21-річним ерцгерцогом Францем Карлом. Лише після шести років шлюбу, кількох викиднів та щорічних відвідин лікувального курорту Ішль, у подружжя з'явився перший син. Всього у пари народилось п'ятеро дітей.
Існують версії, згідно з якими сина Максиміліана, Софія народила від Наполеона II, що жив при австрійському дворі. Вагомих доказів цього не існує, та Максиміліан справді був улюбленим сином ерцгерцогині. Вона виросла в родині франкофіла, який отримав з рук Бонапарта корону, її зведена сестра Августа одружилася із Еженом Богарне, тож Софія не приховувала ні свого захоплення Наполеоном, ні прихильності до його сина. Коли Наполеон II помер у віці 21 року, дуже гостро переживала цю втрату і зненавиділа Меттерніха, через чутки про те, що він наказав отруїти принца. За відгуками сучасників, саме після цієї події ерцгерцогиня перетворилася на холодну, владну та честолюбну жінку.
В епоху бідермаєр Софія була помітною фігурою у віденському світі. Її відомий салон був відкритим для митців. Там вона приймала Ференца Ліста та Йоганна Штрауса, який присвятив їй один із своїх вальсів. Протягом більшої частини життя вела детальний щоденник.
Прагнення ерцгерцогині посадовити старшого сина на престол були постійною темою серед австрійських політиків. Її називали «єдиним чоловіком при дворі». Після зречення під час Революції 1848 року імператора Фердинанда I, вона змусила чоловіка, що йшов наступним у лінії престолонаслідування, відразу передати корону синові. Так, 2 грудня 1848, 18-річний Франц Йозеф став імператором. Свідомо відмовившись від ролі імператриці, Софія розраховувала користуватись владою, впливаючи на сина. В перші роки його правління так і було. Схильна до консерватизму, матір ерцгерцогиня кілька років визначала таким курс політики австрійського двору. Сприяла також посиленню позицій католицької церкви.

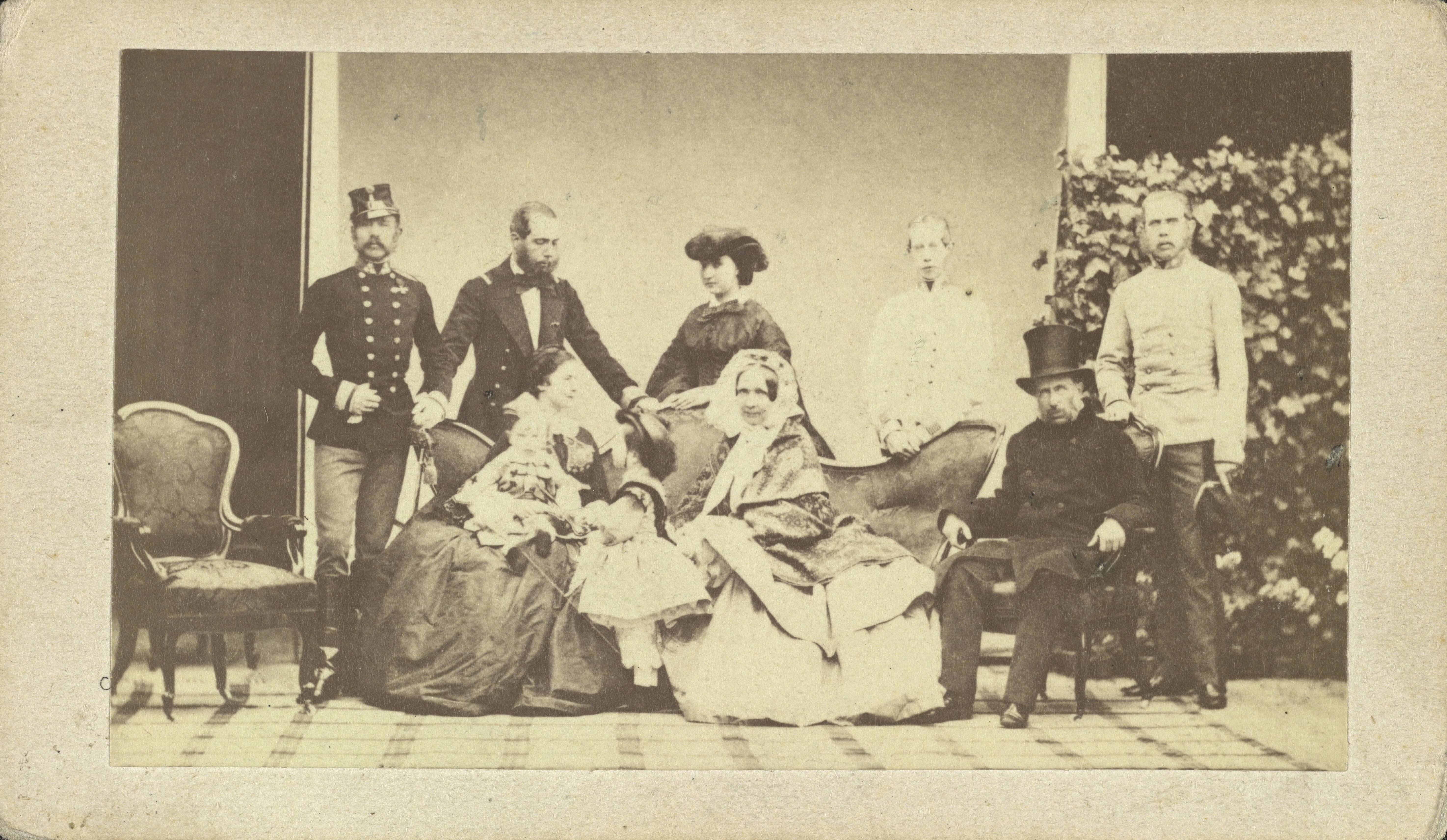
У колі родини бл. 1860

Вона ж і вибрала Францу Йозефу наречену. Нею стала її небога, Олена Баварська. Однак, після особистої зустрічі із родиною потенціальної нареченої, імператор закохався у її молодшу сестру Єлизавету. Софія погодилась із вибором, оскільки дівчина теж була із «правильної» сім'ї, проте вихованням дітей пари вирішила зайнятися сама. Привчаючи невістку до суворого виконання придворного церемоніалу, часто із нею сварилася.
Після звістки про смерть сина Максиміліана у далекій Мексиці, відійшла від справ і ставала все релігійнішою. До кінця життя вона не пробачила Наполеону III того, що він втягнув її сина у цю авантюру. Під час його візиту до Відня, відмовилась із ним зустрічатись.
Померла після відвідин Бурґтеатру, 28 травня 1872 року у Відні. Похована у імператорському склепі Капуцинеркірхе.

## Родина
Чоловік — Франц Карл, ерцгерцог Австрійський
Діти:
- Франц Йозеф (1830—1916) — імператор Австро-Угорської імперії, одружений із Єлизаветою Баварською, мав четверо дітей;
- Максиміліан (1832—1867) — імператор Мексики, одружений із Шарлоттою Бельгійською, дітей не мав;
- Карл Людвіг (1833—1896) — ерцгерцог Австрійський, був тричі одружений, мав шестеро дітей;
- Марія Анна (1835—1840) — страждала на епілепсію, померла у віці чотирьох років;
- Людвіг Віктор (1842—1919) — ерцгерцог Австрійський, мав нетрадиційну орієнтацію, не одружувався, дітей не мав.

## Нагороди
- Орден зіркового хреста (Австрійська імперія)

## В мистецтві
- Має кілька кіновтілень:

1. Вільма Дегішер у чотирьох фільмах «Сіссі» (1955—1962), реж. Ернст Марішка;
2. Памела Браун у міні-серіалі «Падіння орлів» (1974), реж. Джон Еліот;
3. Стефані Одран у теле-серіалі «Сіссі» (2004), реж. Жан-Даніель Верхак;
4. Мартіна Гедек у міні-серіалі «Сіссі» (2009), реж. Ксавер Шварценбергер.

- У мюзиклі «Елізабет» (1992) із музикою та лібретто Міхаеля Кунце, Софію грала Ельза Людвіг.
- Є персонажем балету «Майєрлінг» (1978) Кеннета Макміллана.